# سیاوش مسلمی
سیاوش مسلمی سرتیپ دوم سپاه پاسداران انقلاب اسلامی است، که هم‌اکنون فرماندهی سپاه کربلا مازندران را برعهده دارد.
وی از ۱۳۸۶ تا ۱۳۹۱ مسئول سیاسی بسیج دانشجویی استان کرمان بود، از ۱۳۹۱ تا ۱۳۹۴ به‌عنوان رئیس بسیج دانشجویی استان کرمان فعالیت می‌کرد و از ۱۳۹۴ تا ۱۳۹۵ فرماندهی سپاه پاسداران شهرستان بم را برعهده داشت. او در فاصله سال‌های ۱۳۹۵ تا ۱۳۹۷ معاون فرهنگی سپاه ثارالله کرمان بود، از ۱۳۹۷ تا ۱۳۹۸ به‌عنوان معاون هماهنگ‌کننده و رئیس ستاد سپاه ثارالله کرمان فعالیت می‌کرد و از خردادماه ۱۳۹۹ فرمانده سپاه کربلا مازندران است.
مسلمی در آبان ۱۳۹۹ درجه سرتیپ‌دومی دریافت کرد. وی در سال ۱۴۰۱ به دلیل نقض فاحش حقوق شهروندان ایرانی توسط اتحادیه اروپا تحریم شد.